# Márcio de Sousa Melo
Márcio de Sousa Melo GCA (Florianópolis, 26 de maio de 1906 – Rio de Janeiro, 31 de janeiro de 1991) foi um militar brasileiro, marechal-do-ar da Força Aérea Brasileira. Foi um dos signatários do Ato Institucional Número Cinco.

## Biografia
Nasceu em Florianópolis, em 26 de maio de 1906. Filho do Contra-Almirante Agostinho de Souza e Mello e Maria dos Anjos Malheiros de Mello.
Foi Integralista, membro da Ação Integralista Brasileira de Plínio Salgado.
Foi ministro da Aeronáutica nos governos Castelo Branco, de 15 de dezembro de 1964 a 11 de janeiro de 1965, e Costa e Silva, de 15 de março de 1967 a 31 de agosto de 1969.
Foi membro da junta militar que presidiu o Brasil por 60 dias, de 31 de agosto a 30 de outubro de 1969 sob a liderança de Augusto Rademaker.

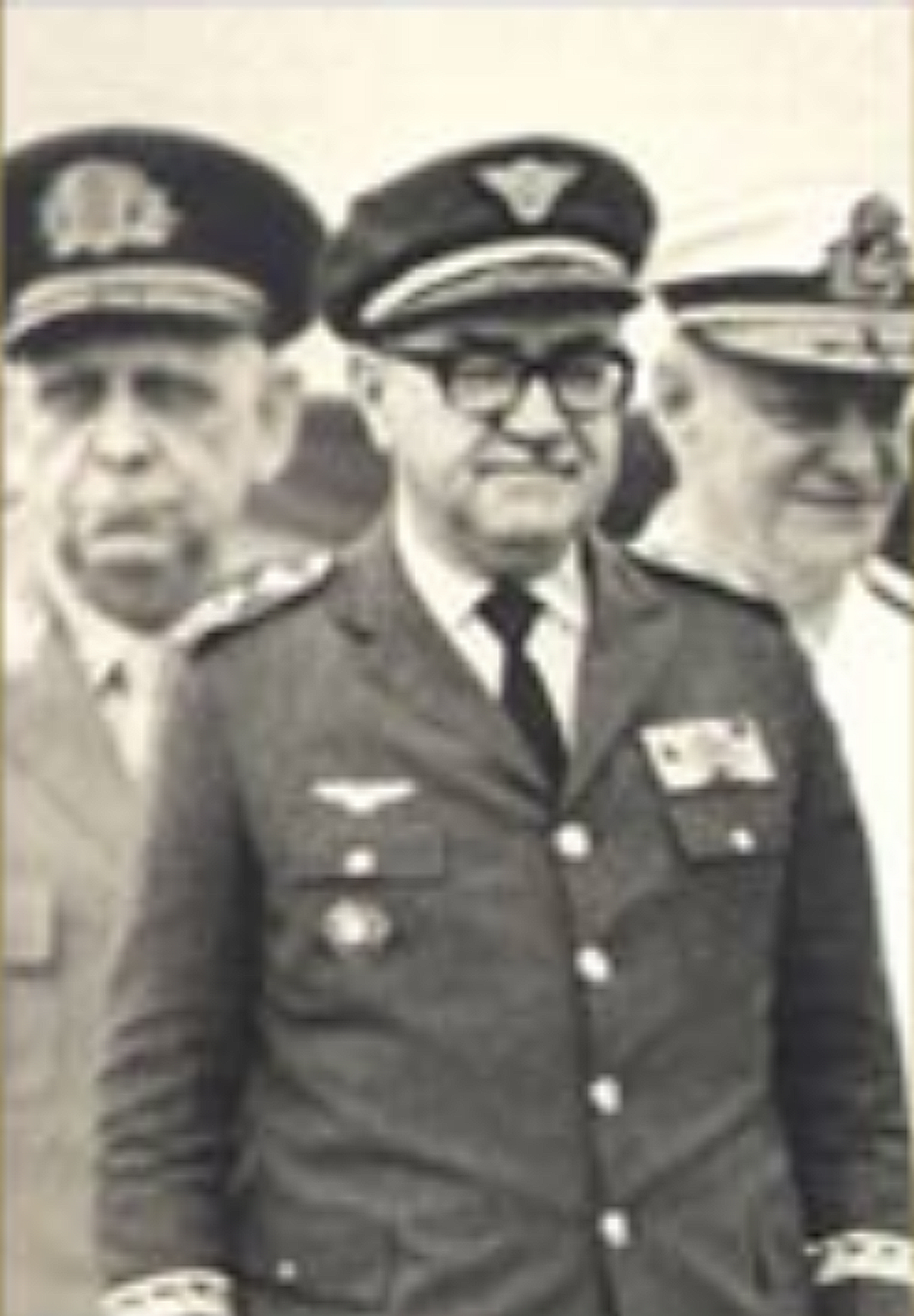
Junta militar de 1969: (da esq. para a dir.) Aurélio de Lira Tavares, Márcio de Sousa Melo e Augusto Rademaker.

Continuou ministro da Aeronáutica, como membro da junta militar, de 31 de agosto a 30 de outubro de 1969, seguindo na pasta no governo Emílio Garrastazu Médici, de 30 de outubro de 1969 a 29 de novembro de 1971.
Sua investidura no cargo foi efetuada em um Ato Institucional e não em um termo de posse.
Como ministro da Aeronáutica assumiu a chefia do governo por força do Ato Institucional nº 12/69, durante o impedimento temporário do Presidente da República.
Márcio de Sousa Melo era casado com Zilda Andrade de Sousa e Melo, com quem teve duas filhas. Faleceu no dia 31 de janeiro de 1991. Seu corpo foi sepultado, com grande acompanhamento, no Cemitério de São Francisco Xavier, na cidade do Rio de Janeiro.

## Promoções
Tornou-se  Cadete em 31 de março de 1925; aspirante-a-oficial em 20 de janeiro de 1928; segundo-tenente em 9 de agosto de 1928; primeiro-tenente em 14 de agosto de 1930; capitão em 16 de junho de 1933; major em 7 de setembro de 1938; tenente-coronel em 20 de dezembro de 1941; coronel em 1 de novembro de 1946; brigadeiro em 10 de abril de 1954; major-brigadeiro em 22 de abril de 1961; tenente-brigadeiro em 1966. Em meados de 1966, transferiu-se para a reserva no posto de Marechal-do-Ar.
Condecorado com a comenda da Ordem do Mérito Aeronáutico em 24 de outubro de 1951.
A 19 de agosto de 1968 foi agraciado com a Grã-Cruz da Ordem Militar de Avis de Portugal.
A 21 de Abril de 1971 foi agraciado com a Grã-Cruz da Ordem do Mérito de Brasília.